# Szabók hídja
A Szabók hídja (albánul Ura e Terzive, a. m. 'szabók hídja', szerbül Терзијски мост / Terzijski most, törökül Terzi Köprüsü) Koszovóban található, a Gjakovához közeli Bishtrazhin faluban. Az Erenik folyó két partját összekötő híd az oszmán építészet kiemelkedő példája Koszovóban. A híd sötétszürke és okkerszín kövekből épült, hossza több mint 190 méter, eredeti szélessége több mint 3,5 méter. Tizenegy kerek boltíve közt falfülkék találhatóak.

## Története
Nem tudni pontosan, mikor épült, de valószínűleg a 15. század végén, mivel a Gjakovát Prizrennel összekötő középkori útvonal része, és az Erenik folyó folyásának változásai miatt később bővítették. Jelenlegi külsejét a 18. századi, jelentős átalakítások nyomán nyerte el. A munkálatokat a gjakovai szabók céhe finanszírozta, mint az egy, a hídon elhelyezett, török nyelvű feliratból kiderül. Nevét is az anyagi áldozatot hozó szabócéhről kapta (terzi albánul ’szabó’, a terzive a többes birtokos alak). 1982 és 1984 közt jelentős felújítási munkálatok során állították vissza eredeti külsejét.
A hidat 1990-ben kivételes jelentőségű kulturális műemlékké nyilvánították.